# Onfalite
Onfalite é uma inflamação desenvolvida ao nível do umbigo.
Antes da era asséptica, a onfalite aguda era relativamente frequente no recém-nascido, em consequência da laqueação e secção do cordão umbilical, sendo directamente provocada por cocos piogénicos e coolibacilos.
A gravidade do processo resulta de possível propagação da infecção ao longo da veia umbilical com ocorrência de trombose da veia porta; outra complicação é a peritonite.
No adulto, a onfalite aguda resulta da retenção de secreções por deficiente higiene, especialmente quando a depressão cupuliforme do umbigo é muito acentuada. Pode haver ainda a onfalite crónica granumatosa.